# Henrik Tamraz
Henrik Tamraz (in persiano هنريک تمرز ‎; Urmia, 28 maggio 1935 – 19 novembre 1996) è stato un sollevatore iraniano medagliato mondiale e asiatico, che ha gareggiato nella categoria dei pesi leggeri.

## Carriera
Di discendenza assira, nel 1957 ai campionati mondiali di Teheran giunse al quinto posto, vincendo la medaglia d'argento ai campionati asiatici nella medesima manifestazione. Nel 1958 conquistò due medaglie di bronzo ai campionati mondiali di Stoccolma e ai Giochi asiatici di Tokyo.
Partecipò a due edizioni dei Giochi olimpici: a Melbourne nel 1956 e a Roma nel 1960, piazzandosi rispettivamente al quinto e al quattordicesimo posto. Dopo il ritiro dall'attività agonistica, divenne allenatore (tra gli atleti da lui allenati vi furono Mohammad Nassiri e Parviz Jalayer) e poi commentatore sportivo.